# Tuektà
Tuektà (en rus: Туекта) és un poble de la república de l'Altai, a Rússia, que el 2016 tenia 329 habitants, pertany al districte d'Ongudai.